# Golfe de Bahreïn
Pour les articles homonymes, voir Bahreïn (homonymie).
Le golfe de Bahreïn, en arabe خليج البحرين, est une étendue de mer du golfe Persique délimité par l'Arabie saoudite  (Province d'Ach-Charqiya) à l'ouest et au sud et le Qatar à l'est. Bahreïn, un État insulaire composé de plusieurs îles dont l'île de Bahreïn, se trouve au milieu de son entrée au nord.

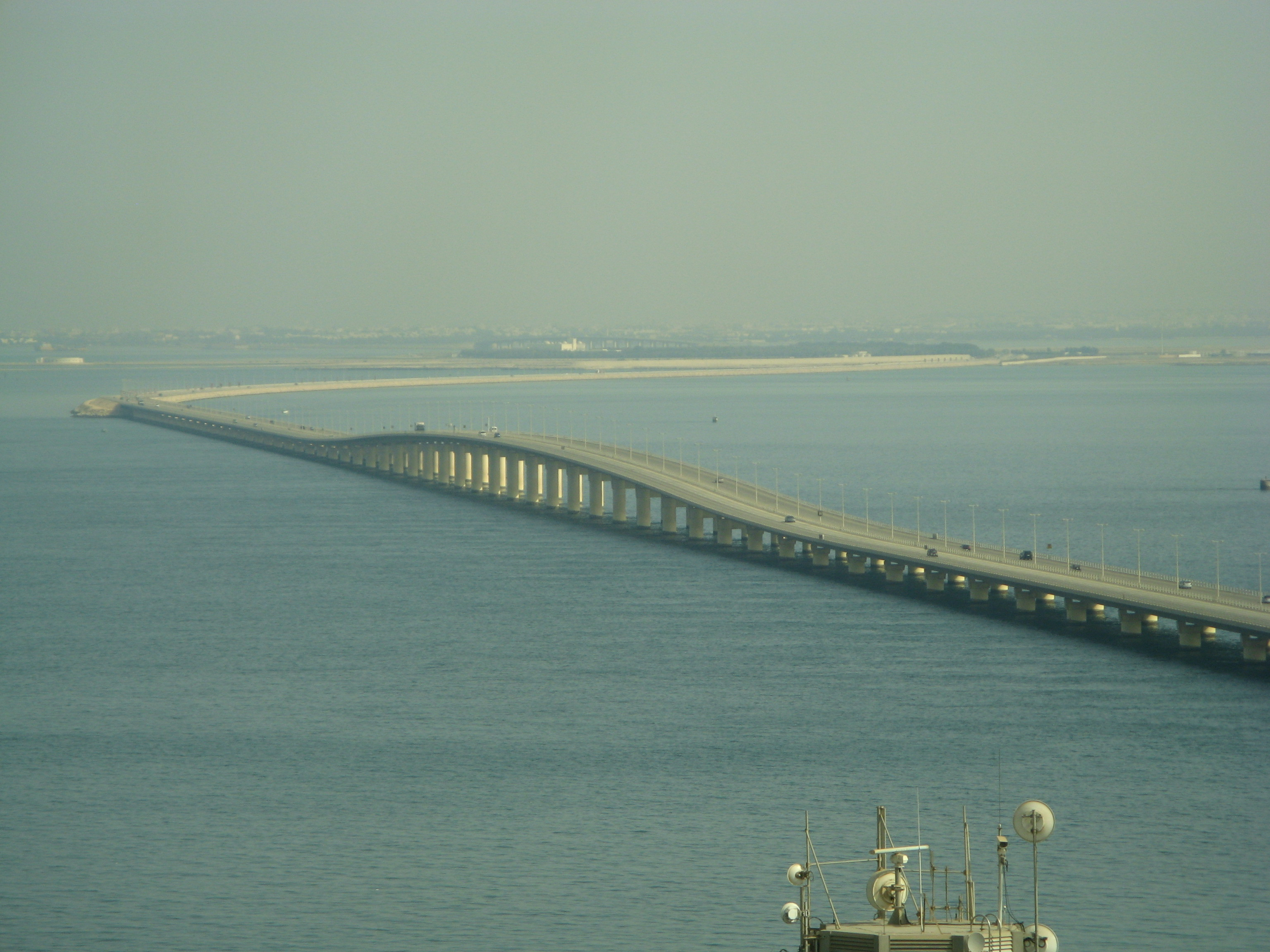
Vue vers l'est d'une partie de la chaussée du roi Fahd traversant le nord-ouest du golfe de Bahreïn.

Son extrémité méridionale forme la baie de Salwa, tandis qu'à l'ouest se situe la baie de la Demi-Lune. Le Nord-Ouest du golfe est traversé par la chaussée du roi Fahd, une succession de ponts reliant l'Arabie saoudite à Bahreïn. De l'autre côté de Bahreïn, entre ce pays et le Qatar, le pont de l'Amitié Qatar-Bahreïn de même type que la chaussée du roi Fahd est à l'étude.